# Яковец, Василий Федотович
Васи́лий Федо́тович Якове́ц (укр. Васи́ль Федо́тович Якове́ць; 20 августа 1921, Молдово, Саратского района, Одесской области, Украина — 11 августа 1994, Москва, Российская Федерация) — участник Великой Отечественной войны, Герой Советского Союза (1945), командир отделения взвода разведки 1194-го стрелкового полка 359-й стрелковой дивизии 6-й армии 1-го Украинского фронта.

## Биография
Родился 20 августа 1921 года в селе Молдово Саратского района, Одесской области, Украина, в семье крестьянина. Украинец. Окончил 5 классов. Работал кузнецом в родном селе, с 1940 года — на шахте имени Орджоникидзе в городе Макеевке, Донецкой области, Украина. В августе 1944 года вернулся в родное село.
В ноябре 1944 года призван в Красную Армию и направлен разведчиком в 1194-й стрелковый полк 359-й стрелковой дивизии. В составе 6-й армии 1-го Украинского фронта участвовал в Сандомирско-Силезской и Нижне-Силезской наступательных операциях. За отличия в боях на территории Польши награждён орденом Славы 3-й степени. Затем форсировал Одер, сражался в боях за город Бреслау (ныне — Вроцлав, Польша).
Командир отделения взвода разведки младший сержант Яковец в боях за расширение плацдарма на реке Одер неоднократно в составе группы разведчиков проникал в тыл врага и доставлял важные сведения о противнике, приводил контрольных пленных.
2 февраля 1945 года он скрытно подобрался к боевому охранению противника и гранатой уничтожил двух противников, ещё 14 солдат и одного офицера взял в плен.
9 февраля он с четырьмя бойцами внезапно ворвался в расположение врага и огнём из автомата и гранатами посеял в стане противника панику. В бою лично уничтожил 38 немецких солдат, а 22 пленил, захватил три станковых пулемёта, четыре снайперских винтовки и 14 автоматов. Своими действиями группа позволила роте продвинуться вперёд без потерь.
23 февраля в период боёв за город Бреслау с тремя бойцами переправился через реку Лое и внезапно атаковал врага. Группа уничтожила 26 солдат и двух офицеров неприятеля, благодаря чему наши подразделения форсировали реку без потерь.
В бою за один из кварталов города Яковец, забросав дом, где закрепились гитлеровцы, гранатами, уничтожил 18 солдат и офицеров, четверых взял в плен. Противник, подтянув резервы, пошёл в контратаку. Яковец участвовал в отражении противника, а когда прямым попаданием снаряда дом был подожжён и частично разрушен, вывел группу бойцов и пленных из-под огня.
Указом Президиума Верховного Совета СССР от 27 июня 1945 года за мужество, отвагу и героизм, проявленные в борьбе с немецко-фашистскими захватчиками, младший сержант Яковец Василий Федотович удостоен звания Героя Советского Союза с вручением ордена Ленина и медали «Золотая Звезда» (№ 2863).
Кроме того, в одном из домов он забросал окно подвала гранатами и уничтожил пулемётчика и пять автоматчиков. Затем ворвался в подвал и истребил ещё 11 гитлеровцев, а восьмерых взял в плен. За бои в Бреслау В. Ф. Яковец награждён орденом Славы 2-й степени и медалью «За отвагу».
В 1946 году старшина Яковец демобилизован. Жил в Москве. До 1981 года работал электромонтажником в Московском горном институте (сейчас — Горный институт НИТУ «МИСиС»). Умер 11 августа 1994 года.

## Награды
- Медаль «Золотая Звезда» Героя Советского Союза;
- орден Ленина;
- орден Отечественной войны I степени;
- орден Славы II степени;
- орден Славы III степени;
- медали, в том числе:
  - медаль «За отвагу».

## Память
- Имя Героя увековечено золотыми буквами на мемориале Героев в Одессе на Театральной площади.
- Похоронен В. Ф. Яковец в Москве на Новом Донском кладбище.